# Хайбол

Хайбо́л (англ. Highball) — высокий стакан цилиндрической формы, используемый для «простых» смесей на основе высокоградусных напитков и содовой (газированной воды); так же называется и вид алкогольных коктейлей, традиционно подаваемых в таком стакане.
По объёму (вместимости) стакан хайбол близок к стакану типа коллинз и много больше, чем стопка. Стандартным является объём 270 мл (9 унций).
В Японии виски с содовой, обычно приготовленный из Suntory Kakubin, является синонимом термина «хайбол».